# Egoiści
Egoiści – polski film z 2000 roku w reżyserii Mariusza Trelińskiego. Zdjęcia powstały od 21 września do 8 listopada 1999.
Produkcja przedstawia obraz grupy trzydziestolatków w wielkomiejskim środowisku Warszawy końca lat 90. XX wieku, ukazując ich życie pełne hedonizmu, samotności i emocjonalnych rozterek. Główną osią fabuły są losy Smutnego (Olaf Lubaszenko), byłego muzyka, który zrezygnował z ambicji artystycznych na rzecz pracy w reklamie. Towarzyszą mu Filip (Jan Frycz), architekt o homoseksualnej orientacji, którego życie pogrąża się w samotności, oraz Młody (Rafał Mohr), przyszły ojciec i wieczny imprezowicz. Wątki te splatają się z historią Anki (Magdalena Cielecka), młodej kobiety zagubionej w swoich wyborach życiowych. „Jest to grupa ludzi, która po 1989 roku zachłysnęła się wolnością, skalą przemian, pieniędzmi, Zachodem. Pokolenie Egoistów to pokolenie ludzi, żyjących w niezwykłym tempie, wspomagających się psychotropami i narkotykami, płacących za sukces atrofią uczuciową, czy po prostu skrajnym cynizmem. Są reprezentantami mitu sukcesu” – mówił o swoich bohaterach Treliński.

## Obsada
- Olaf Lubaszenko − jako Smutny
- Jan Frycz − jako Filip
- Rafał Mohr − jako Młody
- Magdalena Cielecka − jako dziewczyna Smutnego
- Agnieszka Dygant − jako Ilonka, żona Młodego
- Violetta Kołakowska − jako Luba, prostytutka
- Marek Żerański − jako Guma, kelner
- Maja Ostaszewska − jako klientka w agencji reklamowej
- Omar Sangare − jako Łukasz, kolega Młodego
- Elżbieta Piekacz − jako pielęgniarka
- Waldemar Obłoza − jako lekarz przyjmujący poród Ilonki
- Borys Jaźnicki − jako Mały
- Daniel Zawadzki − jako szeregowy
- Katarzyna Bargiełowska − jako pielęgniarka
- Mariusz Słupiński − jako Wacek

## Nagrody i nominacje
Polskie Nagrody Filmowe
- Najlepsza główna rola kobieca – Magdalena Cielecka (nominacja)
- Najlepsza drugoplanowa rola męska – Jan Frycz (nominacja)
- Najlepsza scenografia – Boris F. Kudlicka (nominacja)

Festiwal Polskich Filmów Fabularnych
- Nagroda jury młodzieżowego – Mariusz Treliński
- Złote Lwy – Mariusz Treliński (udział w konkursie głównym)

Złote Kaczki
- Najlepsza aktorka – Magdalena Cielecka (nominacja)